# فورد سیتی (آلاباما)
فورد سیتی (به انگلیسی: Ford City) یک منطقهٔ مسکونی در ایالات متحده آمریکا است که در شهرستان کلبرت، آلاباما واقع شده‌است. فورد سیتی ۱۶۷٫۰۳ متر بالاتر از سطح دریا واقع شده‌است.